# 환취구

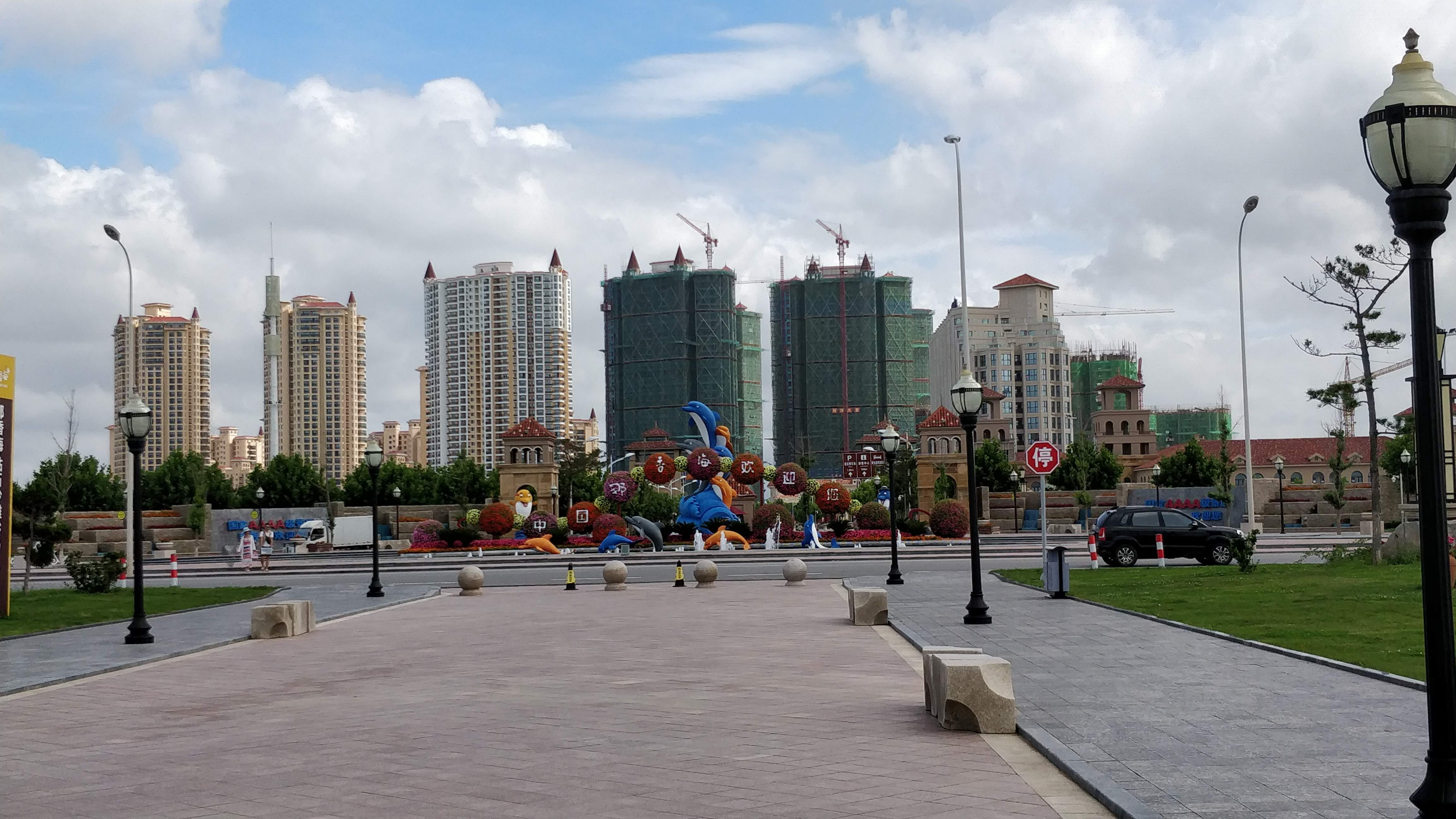

환취구(한국어: 환취구, 중국어: 环翠区, 병음: Huáncuì Qū)는 중화인민공화국 산둥성 웨이하이 시의 현급 행정구역이다. 넓이는 731km2이고, 인구는 2007년 기준으로 630,000명이다.

## 행정 구역
8개 가도, 9개 진을 관할한다.
- 가도: 翠楼街道, 鲸园街道, 竹岛街道, 怡园街道, 田和街道, 皇冠街道, 凤林街道, 西苑街道
- 진: 张村镇, 羊亭镇, 温泉镇, 崮山镇, 孙家疃镇, 泊于镇, 桥头镇, 草庙子镇, 初村镇.